# Nicolas Stam
Nicolas Stam MHM (* 29. Dezember 1876 in Weesp, Provinz Noord-Holland; † 26. Mai 1949) war ein niederländischer römisch-katholischer Ordensgeistlicher und Apostolischer Vikar von Kisumu.

## Leben
Nicolas Stam trat der Ordensgemeinschaft der Missionsgesellschaft vom hl. Joseph von Mill Hill bei und empfing das Sakrament der Priesterweihe.
Am 9. März 1936 ernannte ihn Papst Pius XI. zum Titularbischof von Cediae und zum Apostolischen Vikar von Kisumu. Der Bischof von Haarlem, Johannes Petrus Huibers, spendete ihm am 28. Juni desselben Jahres die Bischofsweihe; Mitkonsekratoren waren der Apostolische Vikar von Niederländisch-Borneo, Tarcisius Henricus Josephus van Valenberg OFMCap, und der Bischof von Breda, Pieter Hopmans.
Papst Pius XII. nahm am 9. April 1948 das von Nicolas Stam vorgebrachte Rücktrittsgesuch an.